# إميليو كوريا (ملاكم مواليد 1953)
إميليو كوريا (21 مارس 1953 بسانتياغو دي كوبا في كوبا - 11 مارس 2024) هو ملاكم كوبي، صنّف ضمن فئة وزن الويلتر. شارك في الألعاب الأولمبية الصيفية 1976 والألعاب الأولمبية الصيفية 1972.

## وصلات خارجية
- إميليو كوريا على موقع اللجنة الأولمبية الدولية (الإنجليزية)
- إميليو كوريا على موقع أوليمبيديا (الإنجليزية)